# Kemenesszentmárton
Kemenesszentmárton è un comune dell'Ungheria di 239 abitanti (dati 2001). È situato nella contea di Vas.